# フランク・エドワード・マッガリン
フランク・エドワード・マッガリン（Frank Edward McGurrin, 1861年4月2日 - 1933年8月17日）は、ミシガン生まれのタイピスト・銀行家・プロゴルファー。タイプライターのキーボードを見ずに打鍵するタッチタイピングの創始者として知られる。

## 生涯
1861年4月2日に、ミシガン州のグランドラピッズに生まれる。
グランドラピッズの法律事務所において、1878年頃にタッチタイピングを独力で開発。1886年6月にユタ準州ソルトレイクシティに移り住み、第3地方裁判所の公式速記官となる。1888年7月25日のシンシナティで行われたタイピングコンテストに優勝する。この時点で、タッチタイピングをマスターしていたのは、マッガリンのみであった。
その後、1895年のユタ州憲法起草での公式速記者を最後に、速記者もタイピストも辞め、銀行家となる。1905年にソルト・レイク・セキュリティ・アンド・トラスト社の頭取に就任するが、1915年に辞任を迫られ、カリフォルニア州オークランドに脱出。その後はプロゴルファーとして余生をおくった。